# Gerhard Gerdes
Gerhard Gerdes (* 13. Februar 1861 in Fedderwarden; † 1. März 1941 in Reinfeld) war ein deutscher Admiral der Kaiserlichen Marine.

## Leben
Gerhard Gerdes trat am 21. April 1877 in die Kaiserliche Marine ein.
Ab Oktober 1878 war er, bevor er an die Marineschule kam, auf der Prinz Adalbert. Von Oktober 1880 besuchte er für ein Jahr die Marineschule, kam dann bis 24. April 1882 zur I. Matrosendivision und besuchte Lehrgänge. Anschließend kam er bis Ende September 1882 auf die Preußen. Vom 26. September 1882 bis 30. April 1883 wurde er, wie auch später wieder, Kompanieoffizier der I. Matrosendivision. Als Wachoffizier diente er von Anfang Mai 1883, ab 19. März 1885 als Leutnant zur See, bis Januar 1886, erst bis Oktober 1883 auf der Deutschland, dann auf der Prinz Adalbert. Von Anfang Januar 1886 bis Anfang April 1887 war er unterbrochen durch eine Kommandierung von April bis Dezember 1886 als Wachoffizier auf die Oldenburg erneut Kompanieoffizier der I. Matrosendivision. Für knapp fünf Monate diente er als Ausbildungsoffizier auf dem Schulschiff Niobe, bevor er von Oktober 1887 bis Ende September 1888 als Inspektionsoffizier an die Marineschule kam und zugleich zur Verfügung der I. Marineinspektion stand. Anschließend war er bis 30. April 1889 Kompanieoffizier bei der I. Torpedoabteilung und Kommandant von S 3.
Bevor er vom 1. Oktober 1889 bis 8. April 1890 an der Marine-Akademie den I. Coetus besuchte, war er als Wachoffizier auf der Baden. Zwischen dem 9. April 1890 und dem 30. September 1890 war er Navigationsoffizier auf der Rover und besuchte dann bis 14. Mai 1891 den II. Coetus an der Marine-Akademie. Mit einer kurzen Unterbrechung von Anfang bis Ende August 1891 war er dann bis Anfang Oktober 1891 Erster Offizier auf der Meteor. Als Erster Offizier kam er bis Ende März 1892 auf die Pelikan und wurde bis November 1892 Kompanieführer in der I. Matrosen-Artillerie-Abteilung. In dieser Position wurde er am 11. April 1892 zum Kapitänleutnant befördert. Von November 1892 bis Mitte September 1896 war er Mitglied, ab Anfang April 1894 außerordentliches Mitglied, der Artillerieprüfungskommission und war zeitgleich von April 1894 bis Mitte September 1896 zur Artillerieabteilung des Reichsmarineamtes kommandiert.
Als Erster Offizier diente er vom 16. September 1896 bis 30. Juni 1898 auf der Kaiserin Augusta. Die Heimreise aus Ostasien mit dem Dampfer Darmstadt dauerte von Juli 1898 bis Anfang August 1898. Wieder in Deutschland war er bis Ende September 1898 zur Verfügung der II. Marineinspektion gesetzt. Er wurde wieder an das Reichsmarineamt kommandiert und war hier vom 26. Oktober 1898 bis 30. September 1902 Dezernent in der Waffenabteilung. In dieser Kommandierung wurde er am 16. November 1898 zum Korvettenkapitän befördert und war er auch außerordentlichen Mitglied der Artillerieprüfungskommission. Zugleich zu seiner Dienststellung als Dezernent in der Waffenabteilung des Reichsmarineamtes war er im Mai/Juni 1901 erst Kommandant der Hagen und von Ende Juli bis Mitte September 1901 Kommandant der Ägir.
Von Anfang Oktober 1902 bis Anfang April 1904 war er Kommandant der Amazone und wurde in dieser Position am 28. März 1903 Fregattenkapitän. Er kam erneut als Dezernent in die Waffenabteilung des Reichsmarineamtes, wurde am 13. Juli 1904 zum Kapitän zur See befördert und wurde hier am 8. Oktober 1906 Vorstand der Abteilung für Artillerie- und Handwaffenkonstruktion im Waffendepartement. Am 5. September 1909 wurde er Konteradmiral und war bis 25. März 1910 mit der Wahrnehmung der Geschäfte als Direktor des Waffendepartements im Reichsmarineamt beauftragt. Anschließend war er dort bis 2. Oktober 1917 regulärer Direktor und war ab 27. Januar 1913 Vizeadmiral. Ab 3. Oktober 1917 war er zur Allerhöchsten Verfügung gestellt. Am 14. Oktober 1917 wurde er aus der Marine verabschiedet.
Am 30. April 1918 wurde er mit dem Charakter als Admiral ausgezeichnet.
Bis August 1916 war er u. a. mit dem Roten Adlerorden 2. Klasse mit dem Stern, Eichenlaub und Schwertern, dem Königlichen Kronen-Orden 2. Klasse mit dem Stern, dem Friedrich-August-Kreuz 1. Klasse, dem Ehrengroßkreuz des Haus- und Verdienstorden des Herzogs Peter Friedrich Ludwig, dem Komturkreuz I. Klasse des Friedrichs-Ordens mit Schwertern und dem Komturkreuz des Ordens der Württembergischen Krone.